# Río Würm
El Würm es un río en Baviera, Alemania, afluente directo del río Ammer. La longitud del río es 39,8 km. Se alimenta del desbordamiento del lago Starnberg y fluye con rapidez a través de los pueblos de Gauting, Krailling, Planegg, Gräfelfing y Lochham; así como una parte de Múnich (en el burgo de Pasing) antes de verter sus aguas cerca de Dachau, al río Ammer, que pasa a ser afluente del río Isar. El cual, a su vez, fluye finalmente en el río Danubio.
Se utiliza agua del río mediante un canal hecho en Pasing para suministrar agua al Palacio de Nymphenburg, en los Jardines ingleses de Múnich, continuando hasta unirse al Isar.

## Fama del río
A pesar de que el Würm no es un río muy grande, es muy conocido ya que da su nombre a la glaciación Würm.
Hay otro río más pequeño del mismo nombre en Baden-Württemberg, Alemania, véase Würm (Nagold).